# The Zone of Interest (Film)
The Zone of Interest (Englisch für „Das Interessengebiet“) ist ein Spielfilm von Jonathan Glazer aus dem Jahr 2023. Bei dem Historienfilm handelt es sich um eine freie Adaption des gleichnamigen Romans des britischen Schriftstellers Martin Amis. Im Mittelpunkt der Handlung steht die Familie von Rudolf Höß, von Mai 1940 bis November 1943 Kommandant des Konzentrationslagers Auschwitz. Die Hauptrollen übernahmen Christian Friedel und Sandra Hüller.
Die internationale Koproduktion zwischen dem Vereinigten Königreich, Polen und den USA wurde im Mai 2023 beim Internationalen Filmfestival von Cannes uraufgeführt, wo der Film großes Lob seitens der Filmkritik erfuhr. Bei der Oscarverleihung 2024 erhielt das Werk die Preise für den besten internationalen Film und den besten Ton. Der Kinostart im deutschsprachigen Raum war am 29. Februar 2024.

## Handlung
Rudolf Höß ist Lagerkommandant des KZ Auschwitz. Gemeinsam mit seiner Ehefrau Hedwig und den fünf gemeinsamen Kindern lebt er auf einem direkt an die Lagermauer angrenzenden Grundstück. Die junge Familie bewohnt dort ein zweistöckiges Haus mit großem Garten inklusive Gewächshaus, Pavillon und einem gemauerten Planschbecken für die Kinder. Der „Paradiesgarten“ ist Hedwigs ganzer Stolz, den sie mit Blumen- und Gemüsebeeten selbst entworfen hat.
Auch genießt die Familie idyllische Picknicks am nahen Flussufer der Soła. Hedwig Höß lädt andere Offiziersfrauen zum Kaffeekränzchen und unterhält sie mit Anekdoten über ihre polnischen Hausmädchen, die unter den KZ-Häftlingen ausgesucht worden sind. Sie erhält Kleidungsstücke aus dem Besitz der Häftlinge, darunter einen neuen Pelzmantel, in dessen Saum offenbar Geld eingenäht ist; die Kinder spielen miteinander, und die Hausmädchen arbeiten im Haus.
Man erlebt Rudolf Höß, wie er die Umgebung des KZs zu Pferd mit seinem ältesten Sohn inspiziert, sich von Vertretern des Erfurter Unternehmens Topf & Söhne die Funktion des neuen Ringeinäscherungsofens erklären lässt, mit dem „ein Dauerbetrieb“ möglich sei, oder wie er telefonisch befiehlt, dass SS-Angehörige, die Blüten von den Fliederbüschen an der Kommandantenwache der Kaserne achtlos abreißen, zu bestrafen sind, da diese zur Ausschmückung des gesamten Lagers dienen. Als seine Tochter Inge-Brigitt schlafwandelt, bringt er sie in ihr Bett zurück und liest ihr eine Geschichte vor. Einmal betrügt er seine Frau in seinem Büro mit einer jungen Unbekannten, bei der es sich offenbar ebenfalls um eine Gefangene handelt.
Seine Schwiegermutter ist bei ihrem Besuch von Haus und Garten begeistert. Die Tochter erzählt ihrer Mutter lachend, dass ihr Mann sie „Königin von Auschwitz“ nenne. Die Mutter berichtet, sie habe einst bei einer Jüdin geputzt, die „jetzt vielleicht auf der anderen Seite der Lagermauer“ sei, und äußert dann ihren Ärger darüber, dass sie nach der Deportation dieser Frau nicht deren schöne Vorhänge beim Straßenverkauf ergattern konnte. Je länger sie vor Ort ist, desto mehr bekommt sie von den Geschehnissen vom direkt nebenan gelegenen Konzentrationslager mit, was ihre Tochter und die Kinder nicht mehr wahrzunehmen scheinen.
Tagsüber wie nachts sind Schüsse, Hundegebell, das Geschrei von Wachpersonal oder das Wehklagen von Gefangenen zu hören. Über die Lagermauer hinweg sieht man gelegentlich Flammen und dicken Rauch aus dem Schornstein des Krematoriums quellen. Ohne ein Wort des Abschieds reist Hedwigs Mutter plötzlich ab, hinterlässt ihrer Tochter jedoch einen Brief, den diese nach dem Lesen verärgert in den Ofen wirft. Ihre Wut lässt sie an einem der Hausmädchen aus, sie droht ihr mit dem Tod, ihr Mann, der Kommandant, werde dann deren Asche verstreuen lassen.
Ein junges polnisches Mädchen, das mit seiner Mutter in einem Haus in der Nähe wohnt, verteilt in der Nacht heimlich Äpfel auf den Feldern für die arbeitenden Lagerinsassen. Dabei findet sie eine Metalldose mit einer Komposition des jüdischen Lagerinsassen Joseph Wulf; sie spielt das Lied später auf ihrem Flügel. Eines Tages bemerkt Höß beim Fliegenfischen und Schwimmen mit seinen Kindern im plötzlich sich eintrübenden Wasser einen menschlichen Unterkieferknochen – offenbar wurde flussaufwärts in großer Menge Krematoriumsasche in den Fluss geschüttet. Daraufhin eilt er nach Hause, wo die Kinder gründlich gewaschen werden.
Als Höß nach Oranienburg versetzt werden soll, um zum Stellvertretenden Inspektor der Konzentrationslager in der IKL befördert zu werden, droht das aufgebaute Familienidyll zu zerbrechen. Er versucht die Versetzung noch abzuwenden, muss seiner Frau schließlich davon erzählen, die sich aber weigert, ihr erschaffenes Traumzuhause zu verlassen. Sie will mit den Kindern zurückbleiben, und nach dem Krieg wollen sie auf einem Bauernhof leben, so wie sie es sich immer vorgestellt haben.
Höß reist daraufhin alleine ab und leitet an seiner neuen Dienststelle ein Treffen mit den Kommandanten der wichtigsten KZ, das die Massentötung ungarischer Juden zum Thema hat. Sein Nachfolger sei dieser Aufgabe in Auschwitz nicht gewachsen, sagt man ihm, weshalb er auf Befehl Heinrich Himmlers nach Auschwitz zurückkehren und „die Ungarn-Sache“ in Zusammenarbeit mit Adolf Eichmann leiten soll; in einem Telefonat kündigt er seine Rückkehr an und erzählt, „dass Himmler es die Aktion Höß nennt“.
Zum Ende des Films sieht man das Konzentrationslager von der anderen Seite der Lagermauer aus der Gegenwart: Angestellte des Museums Auschwitz-Birkenau sind bei der Reinigung des Lagers zu sehen, wobei sie auch eines der Krematorien betreten.

## Entstehungsgeschichte

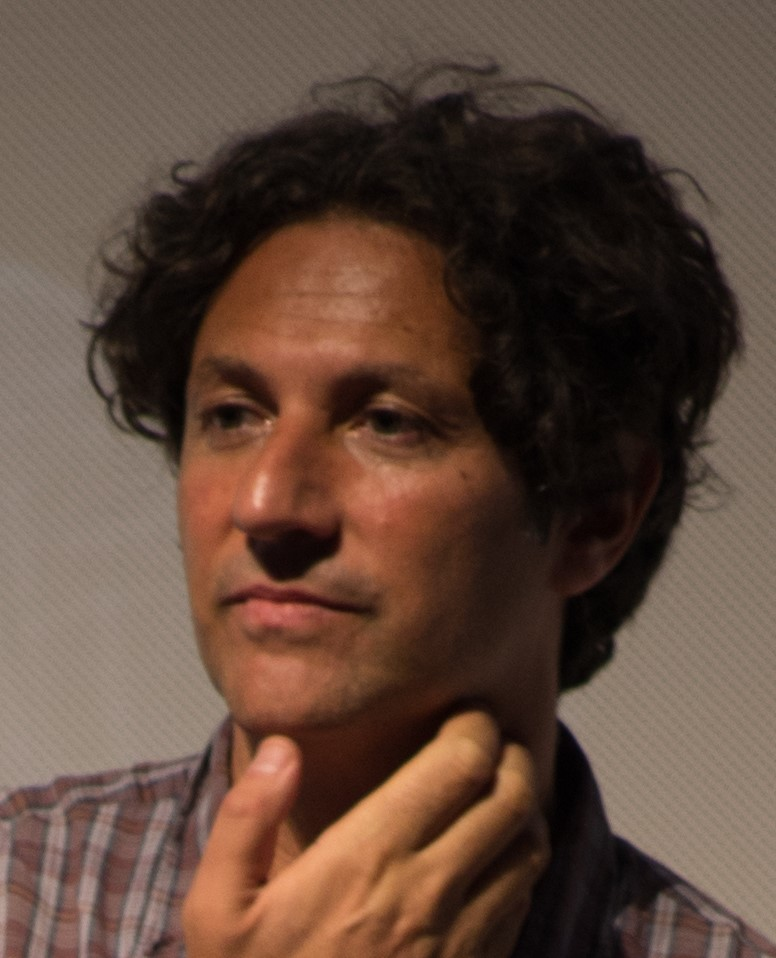
Jonathan Glazer (2013)

### Hintergrund und Vorproduktion
The Zone of Interest ist der vierte Spielfilm des britischen Regisseurs Jonathan Glazer. Es handelt sich um seinen ersten Langfilm seit dem Science-Fiction-Thriller Under the Skin (2013) und um eine lose Verfilmung von Martin Amis’ im Jahr 2014 erschienenen Roman The Zone of Interest. Das Buch spielt im KZ Auschwitz und stellt den SS-Verbindungsoffizier Golo Thomsen in den Mittelpunkt, der sich in die Ehefrau des Lagerkommandanten verliebt. Auch ein jüdisches Sonderkommando taucht im Roman auf. Eine deutsche Übersetzung erschien ein Jahr später unter dem Titel Interessengebiet im Zürcher Verlag Kein & Aber. Amis’ deutscher Hausverlag Hanser hatte sich geweigert, das Werk zu publizieren. Glazer übernahm in sein Drehbuch nur einige Motive aus dem Roman und strich unter anderem die Liebesgeschichte. Anders als im Roman, wo der Lagerkommandant „Paul Doll“ heißt und auch die Namen weiterer historischer Persönlichkeiten, darunter Frau und Kinder des Kommandanten, sowie ihrer Haustiere verschlüsselt sind, treten die Figuren im Film unter ihren realen historischen Namen in Erscheinung.
Das Projekt wurde im Juli 2018 der Öffentlichkeit vorgestellt. Glazer gab an, er habe sich im Gegensatz zu früheren Holocaust-Filmen wie Schindlers Liste (1993) oder Son of Saul (2015) nicht für die Geschichte aus der Perspektive von Opfern und Tätern interessiert, sondern für die unbeteiligten Zuschauer, die die Gräueltaten beobachteten: „Ich erinnere mich, dass ich sehr angetan war von den Gesichtern der Umstehenden, der Zuschauer, der Komplizen [...] – normale Deutsche. Ich begann mich zu fragen, wie es möglich wäre, daneben zu stehen und das zu beobachten. Einige der Gesichter genießen es tatsächlich. Das Spektakel davon. Die Art von Zirkus“, so Glazer.
Die US-amerikanische Filmproduktionsgesellschaft A24 ist Koproduzent und hatte bereits bei Under the Skin mit Glazer zusammengearbeitet.

### Besetzung und darstellerische Herangehensweise
Die Hauptrollen des Lagerkommandanten Höß und seiner Ehefrau übernahmen die deutschen Schauspieler Christian Friedel und Sandra Hüller. Bei der Premiere des Films in Cannes gab Hüller an, dass ihr „die Verantwortung […] sehr bewusst“ war, die die Filmcrew hatte. „Und gleichzeitig weiß man, dass man das eigentlich nicht richtig machen kann. Heißt wiederum, man kann es auch eigentlich gar nicht versuchen, es richtig zu machen. Man kann nur versuchen, wirklich da zu sein, Respekt zu haben, sich einzulassen, zu vertrauen, zu hören. Und das haben wir, glaube ich, gemacht“, so die Schauspielerin.

### Dreharbeiten
Die Dreharbeiten fanden an Originalschauplätzen am KZ Auschwitz statt. Gedreht wurde vor allem in einer Nachbildung des Höß-Hauses. Das originale Haus ist seit Kriegsende in Privatbesitz. Szenenbildner Chris Oddy verbrachte mehrere Monate damit, ein nahe gelegenes verlassenes Haus in die Nachbildung der Höß-Residenz umzuwandeln. Das Lager jenseits der Mauer wurde im Computer nachgebaut, da die Gebäude mittlerweile zu alt aussahen. Oddy begann im April 2021 mit der Bepflanzung des Gartens, damit dieser zu Beginn der Dreharbeiten in voller Blüte sein würde. Die Dreharbeiten begannen im Sommer 2021 in Auschwitz und dauerten etwa 55 Tage. Weitere Dreharbeiten fanden im Januar 2022 in Jelenia Góra im Südwesten Polens statt. Gedreht wurde in deutscher und polnischer Sprache. Als Kameramann fungierte Łukasz Żal. Gemeinsam mit Glazer ließ er ferngesteuerte Kameras in das rekonstruierte Wohnhaus der Familie Höß einbauen. So konnten Szenen mit bis zu zehn Kameras in verschiedenen Räumen aufgenommen werden, so auch chronologische überlappende Sequenzen. Der Ansatz, den Glazer „Big Brother im Nazi-Haus“ nannte, ermöglichte es den Schauspielern, während der Dreharbeiten ausgiebig zu improvisieren, sich frei zu bewegen und zu experimentieren, ohne dass ein Filmteam am Set war. Glazer und Żal wollten Auschwitz nicht „ästhetisieren“. Daher wurde bei den Dreharbeiten auf zusätzliche Beleuchtung verzichtet.

### Tonproduktion und Filmmusik
Regisseur Glazer wollte die Gräueltaten aus dem KZ ausschließlich über den Sound darstellen. Zu diesem Zweck stellte der Tondesigner Johnnie Burn ein 600-seitiges Dokument zusammen, das relevante Ereignisse in Auschwitz, Zeugenaussagen und eine große Karte des Lagers enthielt, damit die Entfernung (und somit die Lautstärke) und Echos der Geräusche genau bestimmt werden konnten. Bevor die Dreharbeiten begannen, verbrachte er ein Jahr damit, eine Tonbibliothek aufzubauen, die Geräusche von Produktionsmaschinen, Krematorien, Stiefeln, Schüssen und Schreie enthielt. Er baute die Bibliothek bis weit in die Dreharbeiten und die Postproduktion hinein weiter aus.
Der größte Teil der Filmmusik von Mica Levi blieb ungenutzt, da Glazer und Burn nicht wollten, dass der Film dadurch „gesüßt oder dramatisiert“ wird. Die Musik, die Levi für den Prolog schrieb, blieb erhalten, ebenso wie die für mehrere Sequenzen erstellten Klanglandschaften und eine Klangcollage für den Epilog.

## Rezeption

### Veröffentlichung und Einspielergebnis

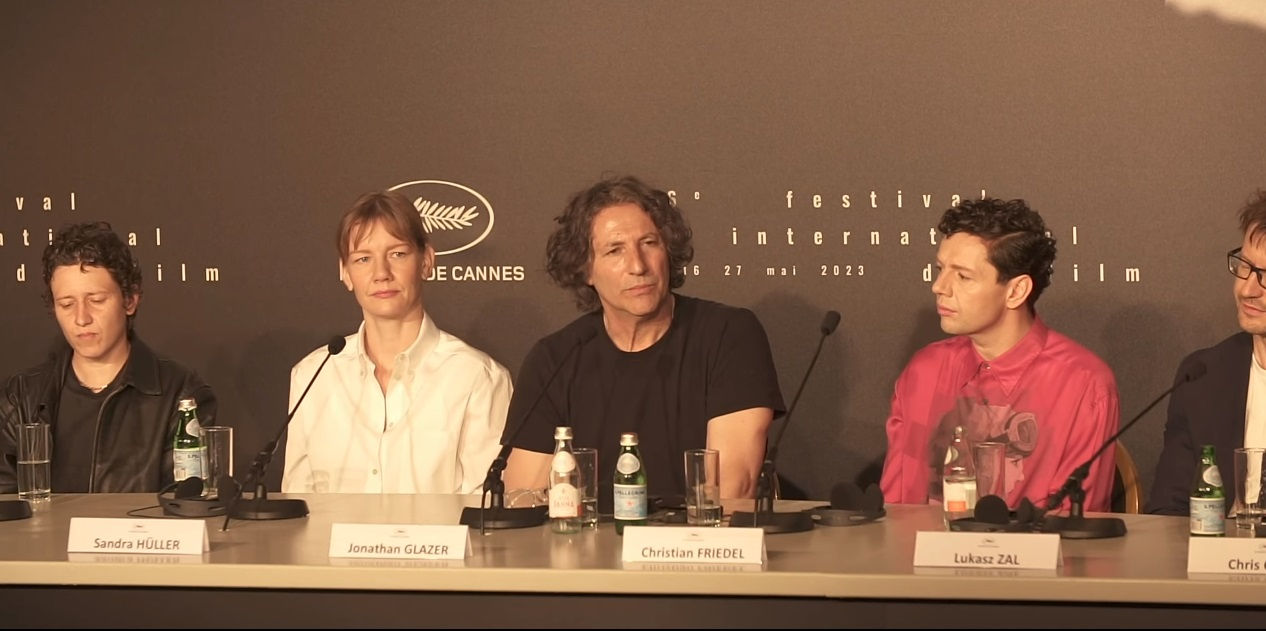
Das Filmteam bei der Pressekonferenz in Cannes (in der Mitte: Sandra Hüller, Jonathan Glazer und Christian Friedel)

Die Premiere von The Zone of Interest erfolgte am 19. Mai 2023 beim 76. Filmfestival von Cannes, wo der Film in den Wettbewerb um die Goldene Palme eingeladen wurde. Glazers Regiearbeit soll der einzige Film gewesen sein, der einstimmig vom dortigen Auswahlkomitee zugelassen wurde. Auch soll The Zone of Interest vom Filmfestival von Venedig stark umworben worden sein. Am Tag der Uraufführung des Films verstarb Martin Amis, der Autor der Romanvorlage.
Ein Kinostart in den USA war zunächst 2023 im Verleih von A24 geplant. Mehrere Filmkäufer beschwerten sich in Cannes über den hohen Preis, den A24 für die internationalen Verwertungsrechte verlangte, nachdem The Zone of Interest viel diskutiert und als Mitfavorit auf die Goldene Palme gehandelt worden war. Sie befürchteten, dass Glazers experimenteller und herausfordernder Ansatz es schwierig machen würde, den Film an ein Publikum zu adressieren. Die Verwertungsrechte für Deutschland und Österreich sicherte sich Leonine Distribution, die den Film ursprünglich noch 2023 in die dortigen Kinos bringen wollte, den Start dann jedoch ins Folgejahr verschob. Die Rechte am schweizerischen Kinostart erhielt Filmcoopi.
Die nordamerikanische Premiere fand im September 2023 auf dem Toronto Film Festival in der Kategorie „Special Presentations“ statt. Der reguläre Kinostart in Deutschland und Österreich war am 29. Februar 2024. In Deutschland stieg der Film direkt auf Platz zwei der Kinocharts ein und belegte auch in der nächsten Woche jeweils einen zweiten Platz hinter Dune: Part Two. Bis Anfang März zählte The Zone of Interest über 100.000 Besucher in deutschen Kinos.
Der Film erreichte bis Anfang März 2024 weltweit einen Box-Office-Gesamtumsatz von 24,1 Millionen US-Dollar. Davon entfielen 8,1 Millionen US-Dollar in den Vereinigten Staaten und Kanada sowie 16 Millionen US-Dollar im Rest der Welt.

### Kritiken

#### Internationale Presse
Nach seiner Uraufführung in Cannes zeigte sich die englischsprachige Filmkritik beeindruckt von The Zone of Interest. In den Rezensionen fiel häufig der von Hannah Arendt geprägte Begriff „Banalität des Bösen“. Auch fühlten sich Kritiker durch die Darstellung indirekten Horrors an die Werke Michael Hanekes, Stanley Kubricks oder Claude Lanzmanns erinnert. Im internationalen Kritikerspiegel des Branchenmagazins Screen International erhielt Glazers Regiearbeit 2,8 von 4 möglichen Sternen und belegte einen geteilten fünften Platz unter allen Wettbewerbsfilmen. In einem rein französischen Kritikerspiegel vom Online-Magazin Le film français trauten 3 von 15 Rezensenten The Zone of Interest den Gewinn der Goldenen Palme zu, darunter Éric Neuhoff (Le Figaro) und Jacques Mandelbaum (Le Monde).
Die Redaktion von IndieWire listete den Film auf Platz zwei seiner möglichen Palmen-Anwärter, hinter dem französischen Beitrag und späteren Gewinnerfilm Anatomie eines Falls. In einer vom amerikanischen Branchendienst zusätzlich organisierten Wahl unter 60 internationalen Kritikern belegte The Zone of Interest mit großem Abstand den ersten Platz als bester Festivalbeitrag, vor der finnischen Produktion Fallende Blätter und Anatomie eines Falls. Eine weitere Spitzenposition folgte in der Kategorie Beste Regie. Die Website Rotten Tomatoes fasste den Konsens der englischsprachigen Filmkritik folgendermaßen zusammen: „The Zone of Interest untersucht leidenschaftslos die gewöhnliche Existenz von Menschen, die an schrecklichen Verbrechen beteiligt sind, und zwingt uns, einen kühlen Blick auf die Alltäglichkeit hinter einer unverzeihlichen Brutalität zu werfen“. Auf ihr empfehlen gegenwärtig 93 Prozent von über 300 professionellen Rezensenten den Film weiter. Dies führt zu einer Durchschnittsbewertung von 8,7 von 10 möglichen Punkten. Auf der Website Metacritic erhielt The Zone of Interest eine Bewertung von 92 von 100 möglichen Punkten, basierend auf mehr als 50 ausgewerteten englischsprachigen Kritiken. Dies entspricht einhelligem Beifall („universal acclaim“) und für Glazers Regiearbeit wurde eine eindeutige Filmempfehlung („must-see“) ausgesprochen.
David Ehrlich (IndieWire) gab dem „zutiefst erschreckenden“ Film die Schulnote „A-“ (deutsches Schulsystem: 1-). Kein Holocaust-Film habe sich „jemals mehr der Illustration der Banalität des Bösen verschrieben“, was daran liege, „dass kein Holocaust-Film jemals so wild entschlossen war, das Böse völlig zu ignorieren“. Von der Handlung her habe Glazer den Film „sehr locker“ von Martin Amis‘ Roman adaptiert. Das Ehepaar werde „durch das allmähliche Auftauchen ihrer Monstrosität herausgefordert“, während die Kamera „buchstäblich nicht in der Lage“ sei, es zu beurteilen. Das polnische Mädchen, das in der Nacht Essen für die Lagerinsassen stiehlt, erinnerte Ehrlich an das Mädchen im roten Mantel aus Schindlers Liste. Der Hustenanfall einer Figur zum Ende des Films erinnerte ihn an eine Szene mit Anwar Congo aus The Act of Killing.

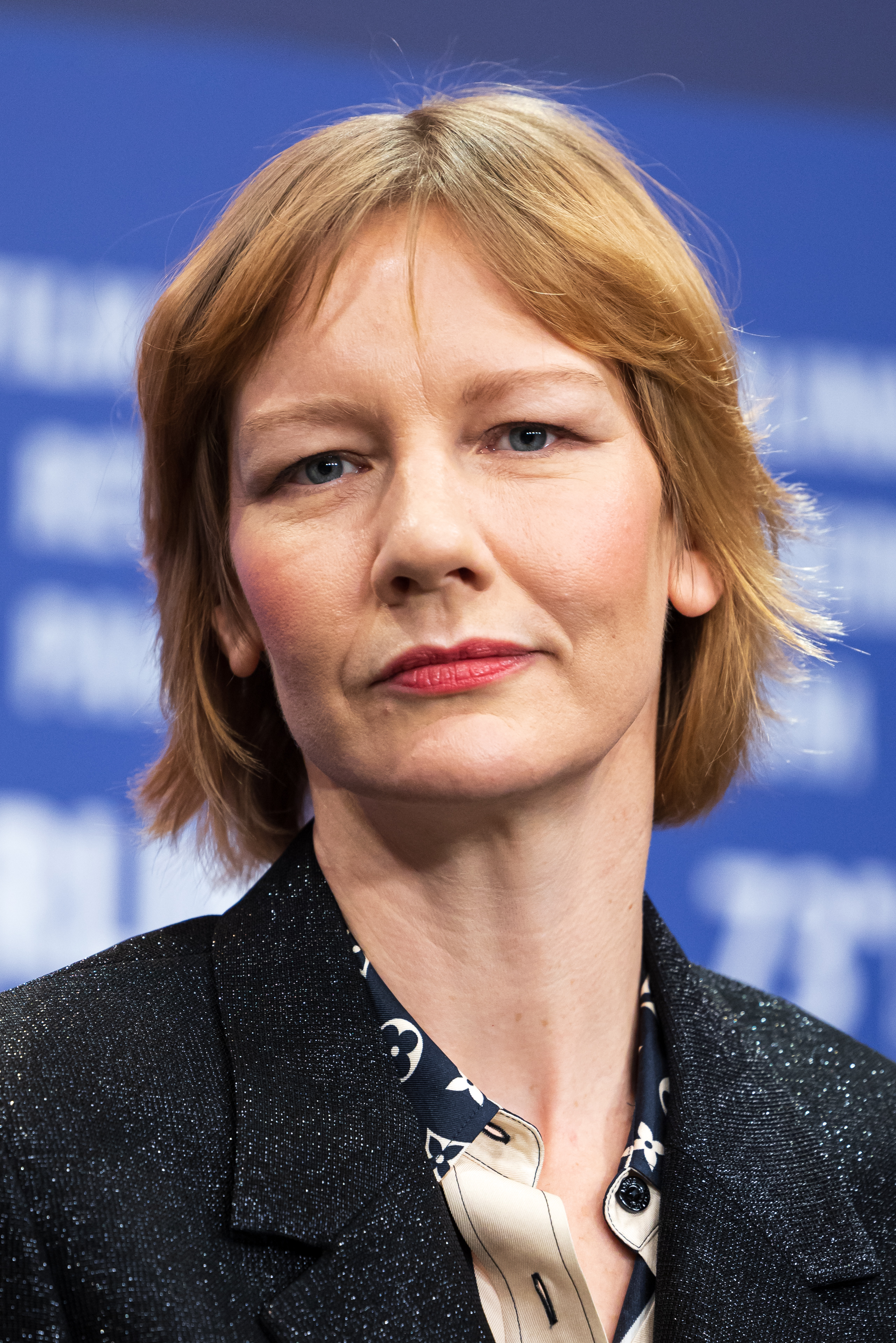
Sandra Hüller übernahm die Rolle der Hedwig

Owen Gleiberman (Variety) stellte Glazers Regiearbeit auf eine Stufe mit Schindlers Liste, Son of Saul und Die Grauzone und nannte den Film „bemerkenswert“. Das Werk sei ein „Porträt der Täter“ und dessen Hauptthema „die Abschottung des Bösen“. Die gesamte konzeptionelle Gestaltung sei „fantastisch provokativ“. Die Familie Höß werde „bisweilen fast trocken-satirisch dargestellt“, wobei sich The Zone of Interest „auf das rücksichtslose Konsumverhalten und die verwöhnten Sorgen von Rudolfs Frau Hedwig“ konzentriere. Sandra Hüller spiele die Figur „punktgenau und authentisch“ als „vorbildliche Ehefrau und Mutter der alten Schule“, die in ihrer Wut an Carmela Soprano erinnere.
Peter Bradshaw (The Guardian) vergab vier von fünf Sterne an The Zone of Interest. Er lobte das Werk als „technisch brillanten, unbehaglichen Holocaust-Film“, befand aber, dass Glazer „bei aller Kunstfertigkeit seinen (absichtlichen) schlechten Geschmack vielleicht nicht ganz im Griff“ gehabt habe. Bradshaw fühlte sich beim Ansehen des Films an die von Jacques Rivettes scharf formulierte Kritik zur voyeuristisch anmutenden Stacheldraht-Kamerafahrt in Kapo erinnert.

#### Deutschsprachige Kritik
Die deutschsprachige Filmkritik zeigte sich ebenso beeindruckt vom radikalen Ansatz Jonathan Glazers.
Maria Wiesner (Frankfurter Allgemeine Zeitung) lobte den Regisseur für seinen Mut. „Aus Bildern perfekter Symmetrie“, krieche „Kälte“. Viele hätten „sich daran versucht“, die Verbrechen des Nationalsozialismus im Kino zu zeigen, „aber bei wenigen“ erkenne „man einen so produktiven Umgang mit berechtigten Bedenken“. Glazer zeige „eine Scheinidylle in strahlenden Farben“ und potenziere „so das Grauen, das man nicht“ sehe, nur höre. Die moralischen Fragen aus der Romanvorlage würden bleiben, „mit Bildern aus der heutigen Gedenkstätte aktualisiert“ und zerrten „als historische Rückkopplung selbst an der Filmfigur“ des Rudolf Höß.
Josef Lederle vom Online-Portal Filmdienst hob „die Radikalität des außergewöhnlichen Dramas“ hervor, weshalb ihm eine Prämierung mit dem Hauptpreis von Cannes im Gegensatz zu vielen anderen Kollegen als „zweifelhaft“ erschien. Der „meisterhafte Film“, der ohne Psychologie auskomme, reiche „in seiner schockierenden (Nach-)Wirkung durchaus an Shoah von Claude Lanzmann“ heran. Dies habe laut Lederle viel „mit der konzeptionellen Strenge der Inszenierung zu tun, die durchgängig aus der Halbdistanz“ auf die Familie Höß blicke. Aus der „Diskrepanz zwischen bieder-herrischer Bürgerlichkeit und dem Wissen um den industriell organisierten Massenmord“  erwachse „eine atemlose Spannung, die keine Auflösung“ zulasse, „sondern bis zum Schluss an den unerträglichen Widersprüchen“ festhalte. Die Darstellung Sandra Hüllers beschrieb er als bravourös und „biestig-deutsch“.
Hannah Pilarczyk (Spiegel Online) beschrieb The Zone of Interest als einzigartigen Film und als „künstlerischer Triumph, der Cannes begeistert“ hätte, und traute ihm den Gewinn der Goldenen Palme zu. Sie hob besonders das Sounddesign und die Bildgestaltung hervor und, dass der Film ohne Erklärungen oder eingefügte Texttafeln mit Informationen über den Holocaust auskomme, worauf deutsche Geldgeber Wert gelegt hätten. Glazer nutze die Romanvorlage „bestenfalls als eine Art erzählerischen Grundriss, auf dem er anschließend ein völlig eigenständiges Kunstwerk“ errichte. Sandra Hüllers Hedwig führe den Haushalt mit einer Strenge, „die sie als die blondbezopfte Variante eines KZ-Kommandanten erscheinen“ lasse. Der Film stelle Familie Höß und das KZ „nicht als Gegensätze, sondern als Spiegelbilder voneinander“ dar.
Christian Klosz vom Online-Magazin Film plus Kritik beschrieb den Film so: „Glazer zeigt in unerträglicher Nüchternheit dieses Familienleben, das nur unter grandioser Verdrängung stattfinden kann, und entstellt es so zur Kenntlichkeit: Eine triste, traurige, öde Existenz, ein tragisches Schauspiel […].“ Er verwies auf Hannah Arendt als mögliche Inspiration für Glazers inszenatorischen Zugang: „Die Idee, diese (scheinbare) Normalität des Bösen sichtbar zu machen, indem das sichtbare Böse (Holocaust) unsichtbar gemacht wird“ und fasste The Zone of Interest wie folgt zusammen: „Ein subtiles Plädoyer für’s genaue Hinsehen.“

### Auszeichnungen
In der Filmpreissaison 2023/24 wurde The Zone of Interest für mehr als 200 Film- und Festivalpreise nominiert, von denen das Werk über 50 gewinnen konnte. Beim 76. Filmfestival von Cannes im Jahr 2023 hatte Glazers Regiearbeit im Rennen um die Goldene Palme gegenüber dem französischen Beitrag Anatomie eines Falls das Nachsehen, erhielt dort aber mit dem Großen Preis der Jury die zweitwichtigste Auszeichnung und den FIPRESCI-Preis zuerkannt.
Ein Jahr später gewann der Film als offizielle britische Einreichung den Oscar in den Kategorie Bester internationaler Film und für den besten Ton (Johnnie Burn und Tarn Willers). Nominierungen gab es in den Kategorien Film, Regie und Drehbuch. Die Produktion profitierte bei der Vergabe um den „Auslandsoscar“ von der Nichtberücksichtigung von Anatomie eines Falls, den Frankreich nicht eingereicht hatte und für den Sandra Hüller unter anderem eine Darsteller-Nominierung erhielt.
Weiterhin gewann The Zone of Interest unter anderem die wichtigsten britischen Filmpreise BAFTA Award (unter anderem bester britischer Film, bester nicht-englischsprachiger Film) und London Critics’ Circle Film Award (Film und Regie). Die Filmkritikervereinigung von Los Angeles und die amerikanische National Society of Film Critics würdigten den Film ebenfalls mit mehreren Auszeichnungen.
| Festival / Filmpreis (Auswahl)                     | Kategorie                                            | Resultat  | Preisträger/ Nominierte                        |
| -------------------------------------------------- | ---------------------------------------------------- | --------- | ---------------------------------------------- |
| Alliance of Women Film Journalists Awards 2024     | Bester Film                                          | Gewonnen  | k. A.                                          |
| Alliance of Women Film Journalists Awards 2024     | Bester internationaler Film                          | Gewonnen  | k. A.                                          |
| Alliance of Women Film Journalists Awards 2024     | Beste Regie                                          | Nominiert | Jonathan Glazer                                |
| Alliance of Women Film Journalists Awards 2024     | Bestes adaptiertes Drehbuch                          | Nominiert | Jonathan Glazer                                |
| Alliance of Women Film Journalists Awards 2024     | Beste Nebendarstellerin                              | Nominiert | Sandra Hüller                                  |
| Alliance of Women Film Journalists Awards 2024     | Beste Kamera                                         | Nominiert | Łukasz Żal                                     |
| Alliance of Women Film Journalists Awards 2024     | Bester Schnitt                                       | Nominiert | Paul Watts                                     |
| Boston Online Film Critics Association Awards 2023 | Bester internationaler Film                          | Gewonnen  | k. A.                                          |
| Boston Society of Film Critics Awards 2023         | Bester Film                                          | Nominiert | k. A.                                          |
| Boston Society of Film Critics Awards 2023         | Bester nicht-englischsprachiger Film                 | Gewonnen  | k. A.                                          |
| Boston Society of Film Critics Awards 2023         | Beste Regie                                          | Gewonnen  | Jonathan Glazer                                |
| Boston Society of Film Critics Awards 2023         | Bestes adaptiertes Drehbuch                          | Gewonnen  | Jonathan Glazer                                |
| Boston Society of Film Critics Awards 2023         | Beste Filmmusik                                      | Nominiert | Mica Levi                                      |
| British Academy Film Awards 2024                   | Bester britischer Film                               | Gewonnen  | Jonathan Glazer, James Wilson, Ewa Puszczyńska |
| British Academy Film Awards 2024                   | Bester nicht-englischsprachiger Film                 | Gewonnen  | Jonathan Glazer                                |
| British Academy Film Awards 2024                   | Beste Regie                                          | Nominiert | Jonathan Glazer                                |
| British Academy Film Awards 2024                   | Bestes adaptiertes Drehbuch                          | Nominiert | Jonathan Glazer                                |
| British Academy Film Awards 2024                   | Beste Nebendarstellerin                              | Nominiert | Sandra Hüller                                  |
| British Academy Film Awards 2024                   | Beste Kamera                                         | Nominiert | Łukasz Żal                                     |
| British Academy Film Awards 2024                   | Bester Schnitt                                       | Nominiert | Paul Watts                                     |
| British Academy Film Awards 2024                   | Bestes Szenenbild                                    | Nominiert | Chris Oddy, Joanna Maria Kuś, Katarzyna Sikora |
| British Academy Film Awards 2024                   | Bester Ton                                           | Gewonnen  | Johnnie Burn, Tarn Willers                     |
| Camerimage 2023                                    | Goldener Frosch – Beste Kamera                       | Nominiert | Łukasz Żal, Jonathan Glazer                    |
| Camerimage 2023                                    | FIPRESCI-Preis                                       | Gewonnen  | Jonathan Glazer                                |
| Filmfestival von Cannes 2023                       | Goldene Palme – Bester Film                          | Nominiert | Jonathan Glazer                                |
| Filmfestival von Cannes 2023                       | Großer Preis der Jury                                | Gewonnen  | Jonathan Glazer                                |
| Filmfestival von Cannes 2023                       | FIPRESCI-Preis                                       | Gewonnen  | Jonathan Glazer                                |
| Filmfestival von Cannes 2023                       | Cannes Soundtrack Award – Beste/-r Filmkomponist/-in | Gewonnen  | Mica Levi                                      |
| Filmfestival von Cannes 2023                       | CST Artist – Technikerpreis                          | Gewonnen  | Johnnie Burn                                   |
| Chicago Film Critics Association Awards 2023       | Bester fremdsprachiger Film                          | Gewonnen  | k. A.                                          |
| Chicago Film Critics Association Awards 2023       | Bestes adaptiertes Drehbuch                          | Nominiert | Jonathan Glazer                                |
| Chicago Film Critics Association Awards 2023       | Beste Nebendarstellerin                              | Nominiert | Sandra Hüller                                  |
| Chicago Film Critics Association Awards 2023       | Beste Kamera                                         | Nominiert | Łukasz Żal                                     |
| Chicago Film Critics Association Awards 2023       | Beste Filmmusik                                      | Nominiert | Mica Levi                                      |
| Critics’ Choice Movie Awards 2024                  | Bester fremdsprachiger Film                          | Nominiert | k. A.                                          |
| Europäischer Filmpreis 2023                        | Bester Film                                          | Nominiert | Jonathan Glazer                                |
| Europäischer Filmpreis 2023                        | Beste Regie                                          | Nominiert | Jonathan Glazer                                |
| Europäischer Filmpreis 2023                        | Bestes Drehbuch                                      | Nominiert | Jonathan Glazer                                |
| Europäischer Filmpreis 2023                        | Bester Darsteller                                    | Nominiert | Christian Friedel                              |
| Europäischer Filmpreis 2023                        | Beste Darstellerin                                   | Nominiert | Sandra Hüller                                  |
| Europäischer Filmpreis 2023                        | Bester Ton                                           | Gewonnen  | Johnnie Burn, Tarn Willers                     |
| Golden Globe Awards 2024                           | Bester Film – Drama                                  | Nominiert | k. A.                                          |
| Golden Globe Awards 2024                           | Beste Filmmusik                                      | Nominiert | Mica Levi                                      |
| Golden Globe Awards 2024                           | Bester fremdsprachiger Film                          | Nominiert | Vereinigtes Königreich, Polen, USA             |
| Gotham Awards 2023                                 | Bester internationaler Film                          | Nominiert | Jonathan Glazer, Ewa Puszczyńska, James Wilson |
| Gotham Awards 2023                                 | Bestes Drehbuch                                      | Nominiert | Jonathan Glazer                                |
| Gotham Awards 2023                                 | Beste Nebenrolle                                     | Nominiert | Sandra Hüller                                  |
| Filmfestival von Haifa 2023                        | Carmel Award – Bester internationaler Film           | Nominiert | Jonathan Glazer                                |
| Hollywood Music In Media Awards 2023               | Beste Filmmusik – Independentfilm                    | Gewonnen  | Mica Levi                                      |
| Independent Spirit Awards 2024                     | Bester internationaler Film                          | Nominiert | Vereinigtes Königreich, Polen, USA             |
| Indiana Film Journalists Association Awards 2023   | Bester fremdsprachiger Film                          | Gewonnen  | k. A.                                          |
| London Critics’ Circle Film Awards 2024            | Bester Film                                          | Gewonnen  | k. A.                                          |
| London Critics’ Circle Film Awards 2024            | Bester britischer Film                               | Nominiert | k. A.                                          |
| London Critics’ Circle Film Awards 2024            | Bester fremdsprachiger Film                          | Nominiert | k. A.                                          |
| London Critics’ Circle Film Awards 2024            | Beste Regie                                          | Gewonnen  | Jonathan Glazer                                |
| London Critics’ Circle Film Awards 2024            | Beste Nebendarstellerin                              | Nominiert | Sandra Hüller                                  |
| London Critics’ Circle Film Awards 2024            | Beste technische Leistung                            | Gewonnen  | Mica Levi, Johnnie Burn                        |
| Los Angeles Film Critics Association Awards 2023   | Bester Film                                          | Gewonnen  | k. A.                                          |
| Los Angeles Film Critics Association Awards 2023   | Beste Regie                                          | Gewonnen  | Jonathan Glazer                                |
| Los Angeles Film Critics Association Awards 2023   | Beste Hauptrolle                                     | Gewonnen  | Sandra Hüller                                  |
| Los Angeles Film Critics Association Awards 2023   | Beste Filmmusik                                      | Gewonnen  | Mica Levi                                      |
| Filmfestival von Montclair 2023                    | Bester Nachwuchsdarsteller                           | Gewonnen  | Christian Friedel                              |
| National Board of Review Awards 2023               | Top 5 – Beste internationale Filme                   | Gewonnen  | k. A.                                          |
| National Society of Film Critics Awards 2024       | Bester Film                                          | Nominiert | k. A.                                          |
| National Society of Film Critics Awards 2024       | Bester fremdsprachiger Film                          | Nominiert | k. A.                                          |
| National Society of Film Critics Awards 2024       | Beste Regie                                          | Gewonnen  | Jonathan Glazer                                |
| National Society of Film Critics Awards 2024       | Beste Hauptdarstellerin                              | Gewonnen  | Sandra Hüller                                  |
| National Society of Film Critics Awards 2024       | Beste Kamera                                         | Nominiert | Łukasz Żal                                     |
| Online Film Critics Society Awards 2024            | Bester Film                                          | Nominiert | k. A.                                          |
| Online Film Critics Society Awards 2024            | Bester fremdsprachiger Film                          | Nominiert | k. A.                                          |
| Online Film Critics Society Awards 2024            | Bestes adaptiertes Drehbuch                          | Nominiert | Jonathan Glazer                                |
| Online Film Critics Society Awards 2024            | Beste Filmmusik                                      | Nominiert | Mica Levi                                      |
| Phoenix Critics Circle Awards 2023                 | Bester fremdsprachiger Film                          | Gewonnen  | k. A.                                          |
| Oscar                                              | Bester Film                                          | Nominiert | James Wilson                                   |
| Oscar                                              | Beste Regie                                          | Nominiert | Jonathan Glazer                                |
| Oscar                                              | Bestes adaptiertes Drehbuch                          | Nominiert | Jonathan Glazer                                |
| Oscar                                              | Bester Ton                                           | Gewonnen  | Johnnie Burn, Tarn Willers                     |
| Oscar                                              | Bester internationaler Film                          | Gewonnen  | Vereinigtes Königreich                         |
| Producers Guild of America Awards 2024             | Bester Kinofilm                                      | Nominiert | k. A.                                          |
| Satellite Awards 2023                              | Bester fremdsprachiger Film                          | Gewonnen  | k. A.                                          |
| Satellite Awards 2023                              | Beste Regie                                          | Nominiert | Jonathan Glazer                                |
| Satellite Awards 2023                              | Bestes adaptiertes Drehbuch                          | Nominiert | Jonathan Glazer                                |
| Toronto Film Critics Association Awards 2023       | Bester Film                                          | Gewonnen  | k. A.                                          |
| Toronto Film Critics Association Awards 2023       | Beste Regie                                          | Gewonnen  | Jonathan Glazer                                |

| Anm: | 1. 2. 3. 4. 5. |